# Андреєв Данило Леонідович
Данило Леонідович Андреєв (20 жовтня (2 листопада) 1906 — 30 березня 1959) — прозаїк і поет, автор філософської книги «Роза світу», написаної у ГУЛАГу в 1940-1950-х рр., врятованої у рукописах його вдовою А. Андреєвою та виданої після його смерті.
Син письменника Леоніда Андреєва і внучатої племінниці Тараса Шевченка Олександри Михайлівни Андреєвої (урожд. Велігорської; 1881—1906).

## Ставлення до природи
Данило Андрєєв — затятий противник антропоцентризму: «Легенда про „вінець творіння“ — це спадщина середньовічної обмеженості і варварського егоїзму, повинна буде разом з пануванням матеріалістичної  філософіїрозвіятися як дим». Автор вперше в Радянському Союзі говорить про те, що кожна з живих істот має «автономну цінність безвідносно до її корисності для людини», таким чином, років на 30 обігнавши західних екофілософів, які розробляли теорію внутрішньої цінності природи.
Відстоюючи гуманне, етичне ставлення до природи, автор категорично налаштований проти дослідів над тваринами в школі і вузі, а також проти аматорського полювання та аматорської риболовлі, вважаючи їх морально невиправданими: немає права, у нас немає абсолютно ніякого права купувати наші задоволення ціною страждань і смерті живих істот (…). Краще залишатися зовсім «поза природою», «ніж бути серед неї нелюдом», — пише Андреєв.
Цікава думка письменника про любов до природи: «Але марно тлумачать про любов до природи натуралістів. Інтелектуальну любов можна відчувати тільки до продукції інтелекту: можна розумом любити ідею, думку, теорію, наукову дисципліну. Так можна любити фізіологію, мікробіологію, навіть паразитологію, але не лімфу, не бактерії і не бліх. Любов до природи може бути явищем фізіологічного порядку, може бути явищем порядку естетичного, нарешті — порядку екологічного і релігійного. Явищем тільки одного порядку вона не може бути: інтелектуального. Якщо окремі фахівці-природознавці і люблять природу, то це почуття не має ніякого зв'язку з їх спеціальністю, ні взагалі з науковою методикою пізнання природи: це почуття або фізіологічного чи естетичного порядку».
На думку філософа, любов до природи приходить раптово. В «Розі світу» він описує випадок, який стався з ним літнього дня поблизу містечка Трипілля в Україні. Він піднявся на гребінь дніпровського пагорба і був буквально осліплений: «… переді мною, не рухаючись під водоспадом сонячного світла, простягалося неозоре море соняшників. У ту ж мить я відчув, що над цією пишнотою ніби тріпоче невидиме море якогось радісного, живого щастя. Я ступив на саму кромку поля і з завмираючим серцем притиснув два шорстких соняшники до своїх щік. Я дивився перед собою на ці тисячі земних сонць, майже задихаючись від любові до них…». Письменник називає це «першим прозрінням»: «… рано чи пізно настане перший день: раптово відчуєш всю Природу так, як якщо б це був перший день творіння і земля блаженствувала в райській красі».
Підхід до дикої природи у Д. Андрєєва не тільки етичний, естетичний, але і релігійний. На його думку, вся дика природа заселена особливими трансцедентальними сутностями — стихіалями — струмливими, тріпотливими, пестливими, що складаються з прохолоди і світла, безтурботного сміху і ніжності, з радості і любові:
|  | То стихиали баюкали космос Телесного слоя — Над порожьями, реками, Над речными излуками, Над таежными звуками... |

Окремо слід зауважити, що деякі пропозиції екофілософа, висловлені в «Рози мира», не можуть бути прийнятними, зокрема, його ідея про «перевиховання» хижаків.